# Nusret Yıldırım
Nusret Yıldırım (Bakırköy, 27 aprile 1989) è un cestista turco.